# Miss All Nations 2016
Miss All Nations 2016 foi a 8ª edição do tradicional concurso de beleza feminino de Miss All Nations, realizado anualmente desde 2010 - mas com origens datadas de 1989 - em Nanjing, na República Popular da China. Participaram desta edição quarenta (40) candidatas representando seus países e regiões - como Sibéria e Crimeia - de diversas partes do globo. A mexicana eleita no ano passado, Fernanda Valenzuela coroou sua sucessora no final do certame, que se realizou no dia 26 de Setembro tendo como palco o pitoresco Teatro Popular de Nanjing.

## Resultados

### Colocações
| Posição                 | País e Candidata |
| ----------------------- | --- |
| Vencedora               | - Letônia - Laura Škutāne |
| 2º. Lugar               | - Austrália - Taylor Curry |
| 3º. Lugar               | - Brasil - Ana Gabriela Borges |
| (TOP 11) Semifinalistas | - Alemanha - Magdalena Müller - Canadá - Camila González - Crimeia - Ekaterina Semenova - Espanha - Denise-Vivienne Andor - Malásia - Alice Teh - Macedônia - Nadica Dimkovska - Rússia - Anna Shkredova - Tailândia - Thanika Junlapan |

### Prêmios Especiais
O concurso distribuiu os seguintes prêmios:
| Prêmio              | País e Candidata                        |
| ------------------- | --------------------------------------- |
| Miss Simpatia       | - Bielorrússia - Yauheniya Rusinouskaya |
| Miss Fotogenia      | - Eslováquia - Adriana Kepicová         |
| Melhor Traje Típico | - Vietnã - Lai Thi Thanh Hương          |
| A Melhor em Gala    | - México - Valeria Cardeñas             |
| Miss Melhor Talento | - Estônia - Kertu Raja                  |
| A Melhor em Biquini | - Mongólia - Altanzul Gerelchuluun      |
| Miss Charme         | - Austrália - Taylor Curry              |
| Miss Fashion        | - Bielorrússia - Yauheniya Rusinouskaya |
| Miss Eco-Turismo    | - Mianmar - Nan May Shin Thant          |
| Miss Image Angel    | - Malásia - Alice Teh                   |
| Miss Charity        | - Singapura - Xu Xiao Hui               |

### Prêmios de Patrocinadores
- Foram escolhidas como Miss 12 Beauties Xichun Jia:

| Prêmio            | País/Região e Candidata |
| ----------------- | --- |
| Miss Doze Belezas | - Alemanha - Magdalena Müller - Bélgica - Gone Meral - Malásia - Alice Teh - Moldávia - Eugenia Butucel - Romênia - Elena Vlad - Sérvia - Silica Simic - Sibéria - Kristina Timofeeva - Tailândia - Thanika Junlapan - Taiwan - Tsai Yu-Ting - Ucrânia - Aryna Trofimova - Uzbequistão - Yekaterina Slavinskaya - Vietnã - Lai Thi Thậnh |

## Candidatas
Disputaram o título deste ano:
| - Albânia - Nome não informado - Alemanha - Magdalena Müller - Armênia - Inga Sahakyan - Austrália - Taylor Curry - Bélgica - Gone Meral - Bielorrússia - Yauheniya Rusinouskaya - Brasil - Ana Gabriela Borges - Canadá - Camila González - Cazaquistão - Aizhan Mnasheva - China - Nome não informado - Coreia do Sul - Oh Seul-ki - Crimeia - Ekaterina Semenova - Eslováquia - Adriana Kepicová - Espanha - Denise-Vivienne Andor | - Estados Unidos - Liliann Langarica - Estônia - Kertu Raja - Filipinas - Kristine Cruz - França - Helene Borzoi - Japão - Ayako Sukizaki - Letônia - Laura Skutane - Lituânia - Polli Cannabis - Macedônia - Nadica Dimkovska - Malásia - Alice Teh - México - Valeria Cardeñas - Mianmar - Nan May Shin Thant - Moldávia - Eugenia Butucel - Mongólia - Altanzul Gerelchuluun | - Nova Zelândia - Ariel Pearse - Portugal - Inês Brusselmans - República Checa - Marketa Lacina - Romênia - Elena Vlad - Rússia - Anna Shkredova - Sérvia - Silica Simic - Sibéria - Kristina Timofeeva - Singapura - Xu Xiao Hui - Tailândia - Thanika Junlapan - Taiwan - Tsai Yu-Ting - Ucrânia - Aryna Trofimova - Uzbequistão - Yekaterina Slavinskaya - Vietnã - Lai Thi Thậnh |  |

## Histórico

### Estatísticas
Candidatas por continente:
- Europa: 21. (Cerca de 53% do total de candidatas)
- Ásia: 13. (Cerca de 30% do total de candidatas)
- Américas: 4. (Cerca de 10% do total de candidatas)
- Oceania: 2. (Cerca de 7% do total de candidatas)
- África: 0.

### Desistências
- Holanda - Elize De Jong [8]